# Jaborosa magellanica
Jaborosa magellanica là loài thực vật có hoa trong họ Cà. Loài này được (Griseb.) Dusén mô tả khoa học đầu tiên năm 1900.